# Siri Hall Arnøy
Siri Hall Arnøy (Oslo, 28 de noviembre de 1978) es una expolítica noruega del Partido de Izquierda Socialista.
Fue elegida al Parlamento Noruego desde Akershus en 2001, pero no fue reelegida en 2005. Luego ocupó el cargo de representante suplente durante el período 2005-2009.
Arnøy es abiertamente lesbiana.
En 2012, obtuvo su doctorado en la Universidad Noruega de Ciencia y Tecnología con la tesis The Hopeful Hydrogen. Scientists Advocating Their Matter of Concern.